# Dean O'Banion
Charles Dean O'Banion (né à Maroa (Illinois) le 8 juillet 1892 - mort à Chicago (Illinois) le 10 novembre 1924) était un membre de la mafia irlandaise et le leader du Gang de North Side (North Side Gang), rival de Johnny Torrio et Al Capone durant la Prohibition. Les journaux de l'époque l'ont fait connaître sous le nom de Dion O'Banion, bien qu'il n'eût jamais porté ce nom.
Il commence sa carrière en 1910 à New York avec Wild Bill Lovett. Il s'approprie en 1915 un territoire à Chicago en association avec Bugs Moran et Hymie Weiss. Il se heurte alors au redoutable trio Yale - Torrio - Capone, mais il bénéficie pendant cinq ans  de la mansuétude de Big Jim Colosimo jusqu'à la mort de ce dernier en 1920.

## Assassinat
Le matin du 10 novembre 1924, O'Banion coupait des chrysanthèmes dans son magasin de fleurs, lorsque Frankie Yale entra avec les portes-flingues de Torrio et Capone, John Scalise et Albert Anselmi. O'Banion fut tué de deux balles dans la poitrine, deux balles dans les joues et deux balles dans la gorge. 
Ce meurtre fut le début d'une guerre sanglante entre les quartiers Nord et Sud de Chicago qui dura jusqu'au Massacre de la Saint-Valentin organisé par Capone en 1929 et qui en fit le roi de Chicago.